# Trathala flavithorax
Trathala flavithorax är en stekelart som först beskrevs av Günther Enderlein 1914.  Trathala flavithorax ingår i släktet Trathala och familjen brokparasitsteklar. Inga underarter finns listade i Catalogue of Life.